# الکساندر زابارا
الکساندر زابارا (اوکراینی: Олександр Олександрович Забара؛ زادهٔ ۵ ژوئیهٔ ۱۹۸۴ ‏(۴۰ سال)) بازیکن فوتبال اهل اوکراین است.
از باشگاه‌هایی که در آن بازی کرده‌است می‌توان به باشگاه فوتبال زوریا لوهانسک، باشگاه فوتبال داینامو برست، و باشگاه فوتبال استال کامیانسکه اشاره کرد.